# Wanacja (Starachowice)
Wanacja – dawna wieś, od 1952 południowo-wschodnia część i osiedle Starachowic, na prawym brzegu rzeki Kamiennej, około 19 km na północ od klasztoru. Zachowała się nadal ulica o nazwie Wanacja. Wraz z Kolonijkami tworzy jednostkę urbanistyczną o nazwie Wanacja-Kolonijki.

## Nazwa
Zwana również w roku 1529 „Venetia” (ale: 1538 „Wenecja”, 1565, 1577 „Venecia”, 1629 „Wenecya”, 1649 „ Wenetia”, 1662 „Venecia”) 1673 „Wanacia”, 1688 „Wanacya”, 1699 „Wenecya”, 1747 „Venetia”, 1780 „Wanacya”, 1787 „Wenecya”, 1827 „Wanacya”, 1892 „Wanacya Rządowa” i „Wanacya Księża”,

## Historia
Wanacja to dawna wieś, położona na zachód od wsi Starachowice. 1529 w powiecie sandomierskim (1538 parafia Wąchock), 1827 w powiecie soleckim, 1787 parafia Wierzbnik. Za Królestwa Kongresowego Wanacja przynależała do powiatu iłżeckiego w guberni kieleckiej. Początkowo, w latach 1867–1870, znajdowała się w gminie Starachowice. 13 stycznia 1870 gmina Starachowice została zniesiona w związku z przyłączeniem do niej pozbawionego praw miejskich Wierzbnika i równoczesnym przemianowaniem jednostki na gminę Wierzbnik. 18 sierpnia 1916 z gminy Wierzbnik wyłączono Wierzbnik, przekształcając go w odrębną gminę miejską), a już 1 listopada 1916 z pozostałej części gminy Wierzbnik (z m.in. Wanacją) utworzono nową gminę Styków.
W II RP Wanacja przynależała do woj. kieleckiego (powiat iłżecki), gdzie w 1921 roku liczyła 638 mieszkańców. 31 października 1933 utworzyła gromadę o nazwie Wanacja, składającą się ze wsi Wanacja i Wanacja Książęca oraz lasów państwowych leśnictwa Wanacja. 1 kwietnia 1939 miasto Wierzbniki połączono z utworzoną w 1933 roku gromadą Starachowice Fabryczne, nadając mu nazwę Starachowice-Wierzbnik. Natomiast Wanacja zachowała dalej swoją odrębność jako gromada w gminie Styków.
Podczas II wojny światowej włączona do Generalnego Gubernatorstwa (dystrykt radomski, powiat starachowicki). Hitlerowcy znieśli gromadę Wanacja (a także gromady Starachowice-Wieś, Krzyżowa Wola i Starachowice Górne), włączając ją do miasta Starachowice-Wierzbnik, które przemianowali na Starachowice.
Po wojnie powrócono do stanu sprzed wojny; gromady włączone przez hitlerowców do Starachowic odzyskały swoją samodzielność (w tym Wanacja), a miasto powróciło do przedwojennej nazwy Starachowice-Wierzbnik. Zmieniono ją z powrotem na Starachowice dopiero 3 września 1949.
Wanacja utraciła ostatecznie swoją samodzielność 1 lipca 1952, kiedy włączono ją do miasta Starachowice w związku z nadaniem mu statusu powiatu miejskiego.

## Topografia, granice
- W roku 1532 graniczy z Rzepinem.
- 1546 sołtys Michałowa otrzymuje m.in. łąkę w Wanacji w osuszonym stawie rybnym „alias na Stawyku”, koło rzeki, z jednej strony rzeki Kamiennej (dawna nazwa Kamyona), między łąkami z dawna kmiecymi[21].
- W roku 1546-7 rozgraniczenie Wanacji, Michałowa i Dąbrowy oraz dóbr klasztoru wąchockiego Wąchock i Mirzec od wsi biskupa krakowskiego Tychów, Lipie, Małęczyn, Lubienia[22].
- 1662, 1670, 1771, 1780 Wierzbnik.
- 1777, 1780 Rzepin. 1780 graniczy od wschodu i południa z granicą świślińską biskupa krakowskiego, od zachodu z Krzyżową Wolą Cystersów wąchockich, od północy ze stawem wierzbnickim graniczy z Michałowem. W roku 1803 następuje rozgraniczenie Wanacji i Michałowa od Starachowic i Krzyżowej Woli, 1820 graniczy z Wierzbnikiem[23].

## Kalendarium
Własność klasztoru świętokrzyskiego, od 1818 roku rządu.
- 1529 własność klasztoru świętokrzyskiego, zapisano z tego roku pobór z 1 kwarty.
- 1529 należy do stołu opata, płaci 2 grzywny 36 groszy czynszu[24].
- 1538 opat daje pobór od 1 zagrodnika[25].
- 1546 łąka sołtysa Michałowa, poddani klasztoru z Dziurowa lub z Wanacji. mają pomagać sołtysowi Michałowa przy szarwarku przy stawach michałowskich.
- 1547 własność klasztoru świętokrzyskiego[26].
- 1565 poddani klasztoru z Dziurowa lub Wanacji mają pomagać sołtysowi Michałowa przy szarwarku przy stawach michałowskich[27].
- 1569 opat świętokrzyski daje pobór od 4 kmieci na 2 łany oraz z kuźnicy zwanej „Jakubek” o 2 kołach z 3 czeladnikami[28].
- 1571 opat świętokrzyski daje pobór z 2 łanów i położonej koło wsi kuźnicy Wierzbnik zwanej „Jakubkowa” (syna Jana Kowalskiego-byłego sołtysa cysterskiego nazwanej od jego imienia Jakub).
- 1577-8 opat świętokrzyski daje pobór od 4 kmieci na 2 łanach.
- 1578 klasztor świętokrzyski daje pobór od 4 kmieci na 2 łanach i 1 komor[29].
- 1629 opat świętokrzyski daje pobór od 4 kmieci na 2 łanach i 1 komor. z bydłem[30].
- 1673 pogłówne od zarządcy Wanacji i Michałowa Gaspara Chrzonowskiego z żoną i niezamężną córką oraz 62 czeladzi folwarcznej i mieszkańców wsi[31]).
- 1780 należy do klucza rzepińskiego[a] dóbr stołu opata komendatoryjnego. Było wtedy w Wanacji 6 dymów. 6 zagrodników (Felicjan Grunt, który jako gajowy jest zwolniony od powinności. Wincenty Jagiełła, Franciszek Gołyga, Wojciech Stępień, Benedykt Sławek, Alexander Koprowski). Wszyscy pracują po 3 dni tyg. pieszo dla plebana Wierzbnika i dla dworu w Rzepinie, odrabiają po 2 dni powaby dla dworu i 6 łokci oprawy, płacą po 6 gr czynszu. Nie dają stróży, ale pracują przy stawie wierzbnickim. Subsidium charitativum wynosi 114 zł[32].
- 1787 Wanacja liczy 52 mieszkańców[33].
- 1817 opat Łysogórski odstępuje prepozytowi Wierzbnika pola kopalne zwane „Trzaźny” w Wanacji zamiast trzeciego zagrodnika „trzydniowego”[23].
- 1818 Wanację z całym kluczem wierzbnickim przejmuje rząd w zamian za folwarki Stara Huta i Nowa Huta[34].
- 1819 według spisu kasacyjnego kmiecie z Wanacji podczas przyboru wody strzegli stawu (dawali szarwark) w Wierzbniku ([35].
- 1820 Wanacja to dobra rządowe, pod zarządem Dyrekcji Górniczej[23].
- 1827 Wanacja ma 10 domów i 76 mieszkańców.
- 1892 „Wanacja Rządowa” ma 21 domów, 157 mieszkańców i 290 mórg ziemi, „Wanacja Księża” ma 9 domów, 55 mieszkańców i 80 mórg.
- 1870 (około tego roku) znajduje się przy wielkim stawie na rzece Kamiennej, ma 25 domów i 211 mieszkańców.

## Wydarzenia
- 1546 powstaje wójtostwo w Wanacji[36].
- 1553 Zygmunt August przenosi na prawo niemieckie wyliczone wsie klasztoru świętokrzyskiego, w tym Wanację[37].

## Powinności dziesięcinne
Dziesięcina należy do kl. świętokrzyski, następnie do prepozyta Wierzbnika.
- 1688 opat świętokrzyski nadaje nowo utworzonej prepozyturze klasztoru w Wierzbniku dziesięcinę z łanów poddanych w Wanacja, a 2 zagrodników z Wanacja ma po 3 dni tyg. pracować na potrzeby pleb.[23]
- 1747 dziesięcina należy już do prepozyta Wierzbnika.
- 1780 dziesięcinę snopową wytyczną dowożą prepozytowi Wierzbnika.

## Czasy współczesne
Obecnie Wanacja jest to część miasta w osiedlu Południe. (jednego z 20 osiedli Starachowic).